# M3 Bradley
Cet article concerne le véhicule de reconnaissance. Pour le véhicule de combat d’infanterie, voir M2 Bradley. Pour un article plus général sur la famille de véhicule Bradley, voir Bradley Fighting Vehicle. Pour les autres homonymes, voir M3.
Le M3 Bradley est un véhicule blindé de reconnaissance dérivé de la plateforme Bradley BFV et utilisé par la cavalerie blindée des États-Unis, d'où son autre nom de M3 CFV. Le M3 a vu le jour à la fin des années 1970, à la suite de l’abandon pour raisons financières du programme ARSV, dont l’objectif était de développer un nouveau véhicule de reconnaissance. Le besoin d’un tel véhicule restant pressant, son développement fut greffé sur celui du MICV, dont le but était de développer un véhicule de combat d’infanterie et qui était sur le point d'aboutir au M2.
Bien que la configuration du M2 et du M3 soit très similaire du fait de leur origine commune, l’emploi tactique des deux véhicules diffère de manière importante. Conçu à partir d’un véhicule de combat d’infanterie, le M3 s’est révélé parfois peu adapté aux missions de reconnaissance, les cavaliers lui reprochant notamment son manque de vitesse et sa haute stature le rendant facilement repérable.

## Développement et production

### L’échec du programme ARSV
En 1973, le général Creighton Abrams, chef d'état-major de l'armée de terre des États-Unis, ordonna le retrait du service du véhicule de reconnaissance M114 en raison des performances décevantes de celui-ci en matière de franchissement d’obstacles. Cet événement ayant été pressenti, des études avaient été lancées dès 1966 pour lui trouver un remplaçant, à partir desquelles fut dressée une liste des spécifications attendues, donnant naissance en 1971 au programme XM800 ARSV, pour Armored Reconnaissance Scout Vehicule. Dans l’intervalle, les missions de reconnaissance seraient assurées par des M113A1 modifiés. 
L’appel d’offres rencontra un certain succès et six entreprises répondirent, avec des propositions des plus variées : Chrysler, Teledyne Continental et FMC proposèrent chacune un modèle chenillé, tandis que les candidats de Lockheed, Ford et CONDEC étaient à roues. L’armée retint en 1972 deux de ces projets pour passer à la phase de développement, celui de Lockheed, qui devint le XM800W, et celui de FMC, qui prit le nom de XM800T. Malgré des performances quelque peu inférieures aux prévisions, le XM800T se révéla supérieur à son concurrent et restait très prometteur. Toutefois, les coupes budgétaires consécutives à la guerre du Viêt Nam mirent prématurément fin au programme en novembre 1974,.

### Rattachement au programme MICV
Le programme MICV, pour Mechanized Infantry Combat Vehicule, avait été lancé dans les années soixante afin de remplacer le M113, un simple véhicule blindé de transport de troupes, par un véritable véhicule de combat d'infanterie, devant notamment disposer d’une puissance de feu supérieure et permettre aux soldats embarqués de combattre sous blindage grâce à des sabords pour armes légères. Dix ans et deux prototypes plus tard, le programme n’avait guère avancé, mais l’entreprise FMC si vit confier un contrat pour une nouvelle tentative, donnant naissance en 1974 au XM723,. Celui-ci répondait parfaitement aux attentes pour un véhicule de combat d’infanterie, mais entretemps les spécifications avaient encore changé : le programme ARSV avait alors été abandonné, mais le besoin d’un véhicule de reconnaissance subsistait, il fut donc envisagé de fusionner les deux programmes.
Le XM723 n’était cependant pas adapté pour les missions de reconnaissance et le développement resta de nouveau en suspens plusieurs années, l’armée ayant des difficultés à établir ses besoins. Finalement, en novembre 1976, il fut décidé de conserver la base du XM723, mais avec une nouvelle tourelle plus adaptée à ses missions. FMC procéda rapidement à ces corrections et proposa un nouveau véhicule, le MICV TBAT-II, qui était décliné en version infanterie ou cavalerie, le premier devenant en 1977 le XM2 IFV et le second le XM3 CFV. La production débuta en 1980 et les deux versions furent baptisées, non sans quelques hésitations : le M2 aurait en effet dû prendre le nom du général Omar Bradley et le M3 celui du général Jacob Devers, mais la ressemblance entre les deux véhicules amena à finalement leur donner à tous les deux le premier nom.

### Production et modernisations
Les études pour la première phase de modernisation commencèrent peu de temps après la mise en production et les essais des prototypes, baptisés M3E1, commencèrent à Aberdeen à la fin de l’année 1984. Les M3E1, qui avaient été créés à partir de M3 issus de la chaîne de production, comportaient deux grandes modifications : l’introduction du missile TOW-2 en remplacement du TOW, l’installation d’un système de filtrage pour garantir la protection NBC. Par ailleurs, les trois épiscopes qui se trouvaient à l’arrière du véhicule, et qui étaient montés sur la caisse, furent remplacés par quatre épiscopes montés sur la trappe cargo. Ces différentes améliorations ne furent pas introduites simultanément sur la chaîne, la protection NBC étant introduite en mai 1986 tandis qu’il fallut attendre 1987 pour le TOW-2. Les véhicules disposant des deux équipements reçurent la désignation M3A1 et beaucoup d’anciens modèles furent convertis au nouveau standard.
Du fait des critiques sur le manque supposé de blindage, un programme dit High Survivability Version (HSV) fut lancé en 1984 et abouti en mai 1988 à la version A2. La protection du M3A2 était considérablement augmentée par l’ajout de plaques de blindage supplémentaires à l’extérieur et de revêtements en Kevlar à l’intérieur. L’espace intérieur fut également réorganisé pour réduire la probabilité qu’un projectile parvenant à pénétrer le blindage touche des munitions ou un membre d’équipage.

## Organisation et missions
Le M3 est exclusivement utilisé par les régiments de cavalerie blindée (ACR) : bien que ceux-ci puissent en effet utiliser le M2 de l’infanterie mécanisée en cas de besoin, au prix de quelques limitations, l’inverse n’est pas possible en raison du manque de place dans le compartiment arrière.
À raison de deux pelotons de reconnaissance mécanisée par troupe et de trois troupes par escadron, un régiment de cavalerie blindée compte ainsi plus de cent M3, s’ajoutant aux chars, à l’aviation et à l’artillerie régimentaire. À l’intérieur d’un escadron, les troupes sont identifiées par les noms de codes « Apache », « Bandit » et « Crazy Horse ».
Le rôle de l’ACR, dont les M3 sont le fer de lance, est de précéder l’avance d’un corps plus grand, généralement une division blindée, dans le but de trouver l’adversaire, d’établir sa force et de reconnaître son dispositif. Dans un second temps, il l’immobilise et le désorganise par des escarmouches en attendant l’arrivée du corps principal, qui traverse alors ses positions pour enfoncer le front. En dehors de l’aviation, les M3 sont ainsi généralement les premiers véhicules à arriver au contact de la force opposante.

## Caractéristiques

### Mobilité
Les premières versions du M3 étaient propulsées par un moteur diesel Cummins VTA-903 développant 500 ch à 2 600 t/m, couplé à une transmission hydromécanique General Electric HMPT-500. À la suite de la sortie de la version A2, dont la masse était augmentée de 7,3 t par rapport à la version A1, il apparut rapidement que la motorisation d’origine était en difficulté. Un moteur diesel Cummins VTA-903T de 600 ch, ainsi qu’une transmission General Electric HMPT-500-3, furent introduits en mai 1989 permettant de maintenir une vitesse maximale d’environ 56 km/h,.
Du fait de la nécessité de laisser l’arrière du véhicule disponible pour le compartiment des passagers, l’ensemble des composants propulsifs sont situés à l’avant, ce qui permet également d’augmenter dans une certaine mesure la protection de l’équipage, au risque toutefois que le véhicule soit immobilisé au premier tir reçu.

### Armement et équipement

#### Armement principal

##### Canon M242 Bushmaster
Le M3 est armé d’un canon automatique M242 Bushmaster, dont le cycle de tir n’est pas entretenu par un système d’emprunt de gaz ou par l’action du recul, mais par une chaîne reliée à un moteur électrique externe de 1,5 ch, d’où son nom de « Chain gun ». La disposition de l’arme en tourelle permet d’assurer un champ de tir à 360° sur le plan horizontal, tandis que l’élévation est comprise entre 59 et−9 °. Afin de permettre de changer rapidement de cible ou d’engager des aéronefs évoluant rapidement à basse altitude, la vitesse de rotation de la tourelle peut aller jusqu’à soixante degrés par seconde.
Le M242 peut opérer en mode semi-automatique ou automatique, la cadence pouvant être dans ce cas lente, à environ cent coups par minute, ou rapide, pour une vitesse doublée. Quel que soit le mode choisi, il est cependant d’usage de ne tirer que de courtes rafales d’une dizaine d’obus afin d’éviter de surchauffer l’arme et de provoquer ainsi un accident.
Le mécanisme d’alimentation en munitions est doublé, ce qui permet au tireur d’alterner instantanément entre plusieurs types d’obus, sans avoir à faire de manipulation sur l’arme. En ordre de combat, le M3 emporte trois cents obus déjà chargés dans la tourelle, auxquels s’ajoute une réserve de mille deux cents obus stockés dans le compartiment arrière. La répartition est généralement de soixante-quinze pour cent d’obus explosifs M792 et de vingt-cinq pour cent d’obus perforants M791 ou M919,.
Ayant une vitesse de sortie de bouche de 1 100 m/s, le M792 peut atteindre une portée maximale de 3 000 m et est utilisé contre les véhicules non-blindés, les aéronefs, les bâtiments et l’infanterie. À l’impact, les trente grammes d’explosif qu’il contient projettent des éclats mortels dans un rayon de près de cinq mètres, tandis que son traceur peut également avoir un effet incendiaire. La fusée se déclenche non seulement à l’impact, mais également lorsque l’obus effleure un obstacle situé sur son trajet ; un dispositif de sécurité fait par ailleurs exploser l’obus lorsqu’il atteint sa portée maximale. 
Le M791 est un obus flèche à cœur de tungstène, dont la vitesse est de 1 345 m/s et la portée supérieure à 2 000 m ; il est utilisé principalement contre les blindés légers. Le M919, introduit en 1991, est un obus flèche comme le M791 ; mais son cœur est en uranium appauvri, lui permettant de perforer plus de 30 mm de blindage incliné à 60° à 2 000 m, ce qui est suffisant pour détruire certains chars en attaquant par le côté ou l’arrière.
Le pointage de l’arme s’effectue principalement par le biais d’un viseur disposant d’un agrandissement x4 ou x12, ainsi que d’un mode infrarouge permettant notamment le combat de nuit ou par faible visibilité. Une mire métallique est par ailleurs installée sur le toit de la tourelle.

#### Missiles TOW
Une nacelle blindée sur le côté gauche de la tourelle emporte deux missiles TOW. Cette nacelle est repliable et dispose également de son propre mécanisme d’élévation, entre 29 et−19 °. Le lanceur fut modifié à partir de la version A1 pour pouvoir tirer le missile TOW-2, tout en conservant la possibilité d’utiliser l’ancien TOW.
En supplément des deux missiles chargés dans la nacelle, le M3 emporte une réserve de dix missiles supplémentaires dans le compartiment arrière.

#### Armement secondaire
L’armement secondaire est constitué d’une mitrailleuse coaxiale M240C de 7,62 mm, une variante de la M240 adaptée pour être utilisée dans les véhicules blindés.
Trois lance-roquettes antichars M72A2 LAW, remplacés à partir de la version A2 par des AT4, sont par ailleurs stockés dans le compartiment arrière,.

#### Équipement
Le compartiment arrière du XM3 était aménagé pour embarquer une petite moto tout-terrain, afin d’augmenter le rayon d’action des éclaireurs embarqués. L’idée fut toutefois abandonnée sur la version de production, la présence du réservoir d’essence de la moto au milieu d’un compartiment étroit et rempli de munitions soulevant quelques inquiétudes,.

### Protection
La coque du M3A0 est principalement réalisée en alliage d’aluminium 5083, contenant également du zinc et du magnésium. Les zones les plus vulnérables, comme l’avant de la tourelle, étant réalisées en aluminium 7089, plus résistant aux projectiles perforants. En complément de cette base, la protection des côtés et de l’arrière est renforcée par un montage de deux plaques d’acier laminé de 0,6 cm d’épaisseur chacune et séparées par un espace vide de 2,54 cm ; l’ensemble est lui-même disposé à 8,9 cm de la coque en aluminium. Le but de ce blindage espacé est notamment de réduire l’efficacité des projectiles à charge creuse en les faisant détoner prématurément.
La version A2 voit une augmentation importante du blindage, avec des plaques d’acier laminé supplémentaires boulonnées sur la coque, de nouvelles jupes, et l’ajout d’un revêtement en Kevlar à l’intérieur afin de limiter la projection d’éclats dans le compartiment de l’équipage. La tourelle se voit également dotée d’un large panier à l’arrière, dont le rôle est également de servir de blindage espacé. Ces plaques sont également dotées de points d’arrimage pour des tuiles de blindage réactif, bien qu’il fallut attendre octobre 1993 pour que le développement de ces tuiles soit confié à Martin Marietta et Rafael.
Afin d’améliorer la protection contre les mines, le plancher est renforcé par une plaque d’acier d’un centimètre. Pendant la guerre du Golfe et la guerre d'Irak, il n’était également pas rare que les équipages ajoutent des sacs de sable sur le plancher dans ce but, bien qu’un tel dispositif n’apporte peu ou prou de protection supplémentaire.
La finition des premiers M3 était une peinture CARC (en) uniforme de couleur vert forêt (FS 24079). Bien qu’un schéma de camouflage commun à l’ensemble des membres de l’Otan ait été défini au milieu des années quatre-vingt, il ne commença à être appliqué dans l’armée des États-Unis qu’à partir de 1987. Au moment de la guerre du Golfe, la plupart des Bradley furent entièrement repeints en couleur sable (FS 33446), mais certains conservèrent leur ancienne peinture ou ne reçurent que quelques taches de couleur sable.

### Récapitulatif technique
| Version | Longueur | Largeur                                          | Hauteur                | Garde au sol | Longueur de contact au sol | Masse | Pression au sol                         |
| ------- | -------- | ------------------------------------------------ | ---------------------- | ------------ | -------------------------- | --- | --------------------------------------- |
| M3A0    | 6,45 m   | 3,20 m                                           | 2,97 m (sans antennes) | 0,46 m       | 3,91 m                     | 19 040 kg (à vide) 22 655 kg (ordre de combat) 18 495 kg (minimale, pour transport aérien)                                                        | 7,7 psi                                 |
| M3A1    | 6,45 m   | 3,20 m                                           | 2,97 m (sans antennes) | 0,46 m       | 3,91 m                     | 19 777 kg (à vide) 22 911 kg (ordre de combat) 18 495 kg (minimale, pour transport aérien)                                                        | 7,8 psi                                 |
| M3A2    | 6,55 m   | 3,60 m (maximale) 3,28 m (sans blindage réactif) | 2,97 m (sans antennes) | 0,46 m       | 3,91 m                     | 29 937 kg (ordre de combat, avec blindage réactif) 27 216 kg (ordre de combat, sans blindage réactif) 19 958 kg (minimale, pour transport aérien) | 10,2 psi9,3 psi (sans blindage réactif) |

| Version | Motorisation     | Puissance               | Ratio puissance/poids                     | Quantité de carburant         | Transmission                                 | Vitesse maximale                        | Autonomie      | Franchissement                    |
| ------- | ---------------- | ----------------------- | ----------------------------------------- | ----------------------------- | -------------------------------------------- | --------------------------------------- | -------------- | --------------------------------- |
| M3A0    | Cummins VTA-903T | 500 hp (à 2 600 tr/min) | 20 hp/t                                   | 745,7 l (gasoil MIL-VV-F-800) | General Electric HMPT-500                    | 66 km/h (route) 7,2 km/h (dans l’eau)   | 483 km (route) | 0,91 m (hauteur) 2,53 m (largeur) |
| M3A1    | Cummins VTA-903T | 500 hp (à 2 600 tr/min) | 19,8 hp/t                                 | 745,7 l (gasoil MIL-VV-F-800) | General Electric HMPT-500                    | 66 km/h (route) 7,2 km/h (dans l’eau)   | 483 km (route) | 0,91 m (hauteur) 2,53 m (largeur) |
| M3A2    | Cummins VTA-903T | 600 hp (à 2 600 tr/min) | 18,2 hp/t 20 hp/t (sans blindage réactif) | 662,4 l (gasoil MIL-VV-F-800) | General Electric HMPT-500-3 ou HMPT-500-3 EC | 56,3 km/h (route) 6,4 km/h (dans l’eau) | 402 km         | 0,76 m (hauteur) 2,13 m (largeur) |